# An Tour Tan
An Tour Tan (« Le phare » en breton) a été une association culturelle bretonne créée en juillet 1998 et active jusqu'en 2021. 

## Historique

### An Tour Tan, le serveur de la diaspora bretonne
L’association est créée en juillet 1998 à l’initiative d’un sonneur du Bagad Beuzeg ar C'hab, Guy Bescond, avec l’aide d’Yves Stéphan, directeur de la pépinière d’entreprises de Quimper.  
En 2000, le fondateur de l’association, Guy Bescond, quitte l’aventure en laissant Yves 
Stéphan présider. Nicolas Gonidec prend en charge le site et l'organisation des Cyber fest-noz. En 2002, un nouveau président est élu, Jean-Marc Sochard, suivi en 2003 de Frédéric Hénaff, membre de l'entreprise "i comme..", puis, en 2006, d'Hervé Thomas, membre bénévole depuis 2000 et président jusqu'à l'affaire judiciaire de 2021. 

### An Tour Tan Web Média, entreprise support
Nicolas Gonidec, salarié de l'association en 2006, s'associe avec Patrick Saille, alors président de l'agence de communication quimpéroise "i comme...", afin de créer An Tour Tan Web Média, une entreprise de production audiovisuelle. Née en janvier 2007, l'entreprise de production audiovisuelle et événementielle se spécialise dans les captations multi-caméras et la diffusion en direct sur Internet, puis la réalisation de reportages, de DVD, de scénarios, de films institutionnels et d’entreprise ou encore des publicités pour la télévision. Elle compte 10 salariés en 2008. À partir de 2009, elle est l'un des sous-traitants de France Télévisions et assure entre autres les captations événementielles « culture bretonne » de France 3 Bretagne diffusées en direct avec comme prestataire Orange.
En novembre 2021, la société change de nom après la condamnation de son gérant Nicolas Gonidec. Malgré sa diversification réussie durant la crise sanitaire et la forte croissance de son chiffre d'affaires, l'entreprise est placée en liquidation judiciaire en mars 2022.